# Salah Abdeslam
Salah Abdeslam (arabul: صلاح عبد السلام, olvasása: Száláh Abd asz-Szalám) (Brüsszel, 1989. szeptember 15. –) belgiumi születésű francia állampolgár. A 2015. november 13-i párizsi terrortámadás egyetlen még élő közvetlen résztvevője.
Abdeslamról bebizonyosodott, hogy kapcsolatban állt az ISIS terrorszervezettel, miután a terrorszervezet vállalta a felelősséget a támadásért. Csak ketten maradtak életben azok közül akik kapcsolatba hozható a támadásokkal, ő és Mohamed Abrini, miután a többiek közül néhányan megölték magukat, néhányukat pedig a francia rendőrök öltek meg.

## Családja
Szülei észak-Marokkó egy kis településéről származó emigránsok. Négy testvére van: Yazid, Ibrahim, Mohamed és Myriam. A család az 1960-as évektől lakik Belgiumban, mindannyian francia állampolgárok, amely állampolgárságot akkor szerezték, amikor Algériában éltek.

## Szerepe a 2015. novemberi párizsi terrorakcióban
Abdeslam bérelt autókat, lakásokat és hotelszobákat az akcióban résztvevők számára, ezt 2016. márciusi letartóztatása után maga is beismerte. Elfogása után azt vallotta, hogy ő szállított három öngyilkos merénylőt a Stade de France stadionhoz, és ő lett volna ott a negyedik öngyilkos merénylő, de az utolsó pillanatban meggondolta magát.
2016. március 18-án fogta el a belga antiterrorista kommandó Brüsszel Molenbeek negyedében, nem messze szülei házától. A francia kormány kérte a kiadatását, amely ellen Abdeslam sem emelt kifogást.
2016. április 27-én szerdán 9 óra 5 perckor, teljes titoktartás és különleges biztonsági intézkedések mellett, a belga hatóságok átadták Franciaországnak.
Azóta Európa legnagyobb börtönében, biztonsági kamerák által megfigyelt magánzárkájában tartják fogva Fleury-Mérogis-ban.

## Abdeslam és terrorista sejtje Magyarországon
A Magyar Idők hírportál értesülése szerint az Abdeslam vezette akcióban részt vevő terroristasejt több tagja a merényletet megelőzően Magyarországon tartózkodott hosszabb-rövidebb ideig. Az algériai származású, 29 éves Omar Mostefai és a 28 éves Samy Amimour, valamint a 23 éves, marokkói származású Fouded Mohamed-Aggad hamis szíriai útlevéllel érkezett a szerb-magyar határon át Budapestre, dacára annak, hogy mindhárman Franciaországban születtek. 2015. szeptember 9-étől 16-áig egy  zuglói szállodában laktak.